# بولس فالس (فيرمونت)
بولس فالس (بالإنجليزية: Bellows Falls, Vermont)‏ هي قرية تقع في الولايات المتحدة في روكينغهام (فيرمونت). يقدر عدد سكانها بـ 3,165 نسمة ومساحتها 3.6 كم2 وترتفع عن سطح البحر 95 متر.

## التركيبة السكانية
حدّد مكتب تعداد الولايات المتحدة بيانات التركيبة السكانية لبولس فالس في تعداد الولايات المتحدة. في ما يلي، التركيبة السكانية حسب تعدادي 2000 و2010.

### تعداد عام 2000
بلغ عدد سكان بولس فالس 3,165 نسمة بحسب تعداد عام 2000، وبلغ عدد الأسر 1,329 أسرة وعدد العائلات 783 عائلة مقيمة في القرية. في حين سجلت الكثافة السكانية 881.6 نسمة لكل كيلومتر مربع (2,283.3/ميل2). وبلغ عدد الوحدات السكنية 1,443 وحدة بمتوسط كثافة قدره 401.9 لكل كيلومتر مربع (1,040.9/ميل2).
وتوزع التركيب العرقي للقرية بنسبة 97.28% من البيض و0.35% من الأمريكيين الأفارقة و0.16% من الأمريكيين الأصليين و0.51% من الأمريكيين ذوي الأصول الآسيوية و0.03% من سكان جزر المحيط الهادئ و0.22% من الأعراق الأخرى و1.45% من عرقين مختلطين أو أكثر و1.14% من الهسبانيون أو اللاتينيون من أي عرق.
بلغ عدد الأسر 1,329 أسرة كانت نسبة 34.4% منها لديها أطفال تحت سن الثامنة عشر تعيش معهم، وبلغت نسبة الأزواج القاطنين مع بعضهم البعض 40% من أصل المجموع الكلي للأسر، ونسبة 14.1% من الأسر كان لديها معيلات من الإناث دون وجود شريك، بينما كانت نسبة 4.7% من الأسر لديها معيلون من الذكور دون وجود شريكة وكانت نسبة 41.1% من غير العائلات. تألفت نسبة 34.5% من أصل جميع الأسر من عدة أفراد يعيشون في نفس المنزل ونسبة 16.7% كانت تتألف من شخص يعيش بمفرده يبلغ من العمر 65 عاماً أو أكثر. وبلغ متوسط حجم الأسرة المعيشية 2.35، أما متوسط حجم العائلات فبلغ 3.01.
بلغ العمر الوسطي للسكان 36.8 عاماً. وكانت نسبة 26.1% من القاطنين تحت سن الثامنة عشر، وكانت نسبة 7.8% بين الثامنة عشر والرابعة والعشرين عاماً، ونسبة 28.2% كانت واقعةً في الفئة العمرية ما بين الخامسة والعشرين والرابعة والأربعين عاماً، ونسبة 21.1% كانت ما بين الخامسة والأربعين والرابعة والستين، ونسبة 15.2% كانت ضمن فئة الخامسة والستين عاماً فما فوق. يوجد لكل 100 أنثى 94.4 ذكر، ويوجد لكل 100 أنثى في الثامنة عشر من عمرها فما فوق 89.0 ذكر.
بلغ متوسط دخل الأسرة في القرية 29,608 دولارًا، أما متوسط دخل العائلة فبلغ 45,688 دولارًا. وكان متوسط دخل الذكور 29,137 دولارًا مقابل 22,340 دولارًا للإناث. وسجل دخل الفرد الخاص بالقرية 15,276 دولارًا. وكانت نسبة 5.6% من العائلات ونسبة 12.6% من السكان تحت خط الفقر، وكان من هؤلاء نسبة 15.6% تحت سن الثامنة عشر ونسبة 15.9% في الخامسة والستين من العمر وما فوق.

### تعداد عام 2010
بلغ عدد سكان بولس فالس 3,148 نسمة بحسب تعداد عام 2010، وبلغ عدد الأسر 1,314 أسرة وعدد العائلات 726 عائلة مقيمة في القرية. في حين سجلت الكثافة السكانية 876.9 نسمة لكل كيلومتر مربع (2,271.2/ميل2). وبلغ عدد الوحدات السكنية 1,500 وحدة بمتوسط كثافة قدره 417.8 لكل كيلومتر مربع (1,082.1/ميل2).
وتوزع التركيب العرقي للقرية بنسبة 94.70% من البيض و0.83% من الأمريكيين الأفارقة و0.35% من الأمريكيين الأصليين و0.60% من الأمريكيين ذوي الأصول الآسيوية و0.19% من سكان جزر المحيط الهادئ و0.32% من الأعراق الأخرى و3.02% من عرقين مختلطين أو أكثر و1.87% من الهسبانيون أو اللاتينيون من أي عرق.
بلغ عدد الأسر 1,314 أسرة كانت نسبة 31.2% منها لديها أطفال تحت سن الثامنة عشر تعيش معهم، وبلغت نسبة الأزواج القاطنين مع بعضهم البعض 33.9% من أصل المجموع الكلي للأسر، ونسبة 16% من الأسر كان لديها معيلات من الإناث دون وجود شريك، بينما كانت نسبة 5.3% من الأسر لديها معيلون من الذكور دون وجود شريكة وكانت نسبة 44.7% من غير العائلات. تألفت نسبة 36.5% من أصل جميع الأسر من عدة أفراد يعيشون في نفس المنزل ونسبة 14.5% كانت تتألف من شخص يعيش بمفرده يبلغ من العمر 65 عاماً أو أكثر. وبلغ متوسط حجم الأسرة المعيشية 2.30، أما متوسط حجم العائلات فبلغ 3.00.
بلغ العمر الوسطي للسكان 39.2 عاماً. وكانت نسبة 23.1% من القاطنين تحت سن الثامنة عشر، وكانت نسبة 9.4% بين الثامنة عشر والرابعة والعشرين عاماً، ونسبة 24.7% كانت واقعةً في الفئة العمرية ما بين الخامسة والعشرين والرابعة والأربعين عاماً، ونسبة 28.6% كانت ما بين الخامسة والأربعين والرابعة والستين، ونسبة 14.2% كانت ضمن فئة الخامسة والستين عاماً فما فوق. وتوزع التركيب الجنسي للسكان بنسبة 47.7% ذكور و52.3% إناث.

## أعلام
- توماس إم. سالمون
- دونالد إتش بالش
- ويليام هنري
- دونالد إي. إدواردز
- روجر روب
- كارلتون فيسك
- جون باريت
- إيفرت وارنر